# Parolulis
Parolulis là một chi bướm đêm thuộc họ Erebidae.